# Oelrichs
Cet article concerne la municipalité du Dakota du Sud. Pour la poétesse, voir Blanche Oelrichs.

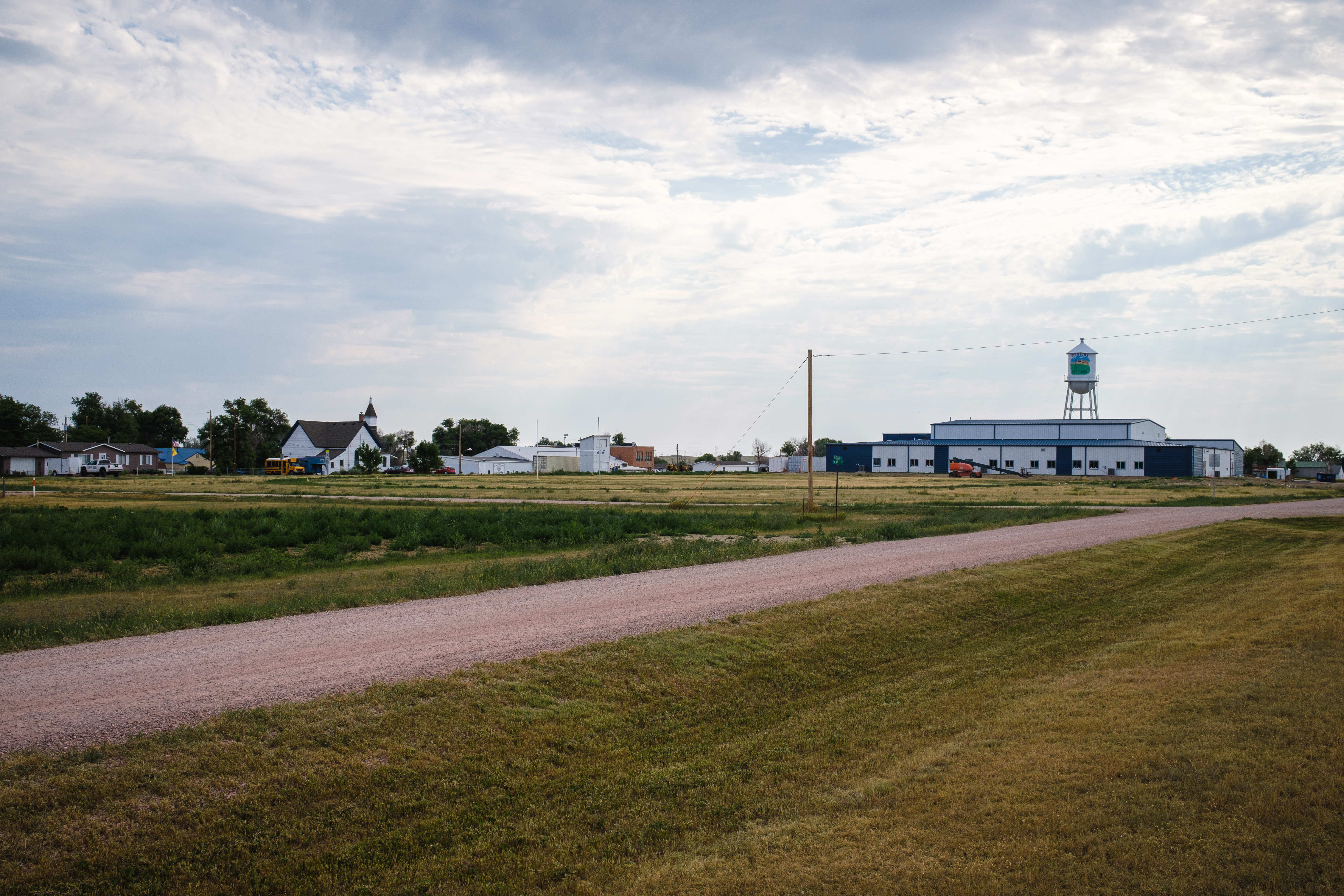
Oelrichs

Oelrichs est une municipalité américaine située dans le comté de Fall River, dans l'État du Dakota du Sud. Selon le recensement de 2010, elle compte 126 habitants. La municipalité s'étend sur 0,38 milles carrés (0,98 km2).
Fondée en 1885, la localité doit son Harry Oelrichs, président de l'Anglo-American Cattle Company, alors l'un des plus grands ranchs du comté.

## Démographie
| 1890 | 1910 | 1920 | 1930 | 1940 | 1950 |
| ---- | ---- | ---- | ---- | ---- | ---- |
| 303  | 150  | 176  | 206  | 212  | 168  |

| 1960 | 1970 | 1980 | 1990 | 2000 | 2010 |
| ---- | ---- | ---- | ---- | ---- | ---- |
| 132  | 94   | 124  | 138  | 145  | 126  |